# 1557 en arts plastiques
| Années des arts plastiques : 1554 - 1555 - 1556 - 1557 - 1558 - 1559 - 1560    |
| Décennies des arts plastiques : 1520 - 1530 - 1540 - 1550 - 1560 - 1570 - 1580 |

Cette page concerne l'année 1557 en arts plastiques.

## Naissances
- 16 août : Agostino Carracci, peintre italien († 22 mars 1602),
- 12 octobre : Hans Heinrich Wägmann, peintre, dessinateur et cartographe suisse († vers 1628),
- ? :
  - Leandro Bassano, peintre maniériste italien de l'école vénitienne († 15 avril 1622),
  - Bernardo Castello, peintre baroque italien († 4 octobre 1629),
  - Ascensidonio Spacca, peintre italien († 1646),
- 1557 ou 1561 :
  - Wenceslas Cobergher, peintre, graveur, architecte, ingénieur, numismate, archéologue et financier flamand († 23 novembre 1634).

## Décès
- 2 janvier : Le Pontormo, peintre maniériste florentin (Jacopo Carucci (º 1494),
- 5 juillet : Francesco d'Ubertino, peintre italien de l'école florentine (° 1er mars 1494),
- 16 juillet : Vincenzo degli Azani, peintre italien  (º 1486),
- ? : Wen Zhengming, peintre chinois (º 1479).